# We Bring the Noise!
We Bring the Noise! er Scooters ottende studiealbum, udgivet i 2001 ved Sheffield Tunes i Tyskland. To singler blev udgivet fra albummet: "Posse (I Need You on the Floor)" , og et remix af "I Shot the DJ" berettiget "Aiii Shot the DJ". Det er den sidste studiealbum med Axel Coon, der forlod bandet i 2002 for at forfølge en solokarriere i DJing.

## Spor
Alle sange er skrevet af H.P. Baxxter aka Dave, Ice, The Chicks Checker, Rick J. Jordan, Axel Coon, og Jens Thele.
1. "Habibi Halua" - 1:08
2. "Posse (I Need You on the Floor)" - 3:50
3. "Acid Bomb" - 5:32
4. "We Bring the Noise!" - 3:44
5. "R U Happy?" - 5:19
6. "So What'cha Want" - 4:06
7. "Burn the House" - 4:34
8. "Chinese Whispers" - 6:23
9. "I Shot the DJ" - 3:39
10. "Transcendental" - 6:01
11. "Remedy" – 3:37
12. "Devil Drums" – 5:24

## Chart positioner
| Titel                 | Chart-Positioner | Chart-Positioner | Chart-Positioner | Chart-Positioner | Chart-Positioner | Chart-Positioner | Chart-Positioner |
| Titel                 | Tyskland         | Ungarn           | Sverige          | Finland          | Østrig           | Schweiz          | Norge            |
| --------------------- | ---------------- | ---------------- | ---------------- | ---------------- | ---------------- | ---------------- | ---------------- |
| "We Bring the Noise!" | 15               | 3                | 17               | 8                | 32               | 74               | 12               |